# Alfred Chapon
Louis Étienne Alfred Chapon (Parigi, 22 dicembre 1834 – Parigi, 24 aprile 1893) è stato un architetto francese.

## Biografia
Alfred Chapon è stato ammesso nel 1859 presso la École nationale supérieure des beaux-arts, dove ha studiato architettura sotto la direzione di Charles-Auguste Questel. L'altro suo maestro era Léon Ohnet.

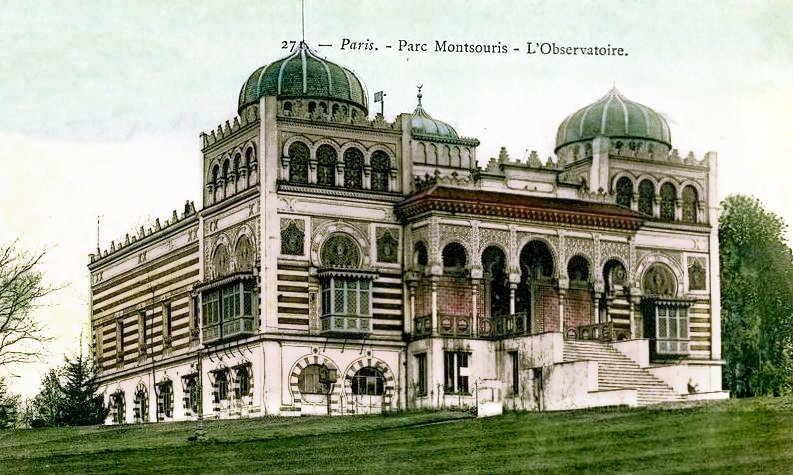
Palazzo del Bardo

Poco dopo aver lasciato la scuola, divenne l'architetto della società Suez. Nel 1865, Jules de Lesseps è stato nominato Commissario Generale della Tunisia (così come il Marocco, Cina e Giappone) per l'Expo 1867. L'architetto divenne responsabile per le progettazioni di diversi edifici in stili diversi per i padiglioni del Siam e il Sud America. È in questa veste che realizzò il suo capolavoro, un grande padiglione in stile neomoresco che evoca il Bardo (riassemblato nel Parc Montsouris nel 1869 e distrutto da un incendio nel 1991). Questo lavoro era molto ammirato e lodato dalla stampa.
Fece diversi altri edifici, compresi gli edifici o restauri di castelli in Seine-et-Oise, Haute-Vienne e all'estero (Spagna e Giappone).

## Morte
Morì improvvisamente il 24 aprile 1893. Il 26 dicembre, a seguito di una cerimonia presso la Madeleine, fu sepolto nel cimitero di Père-Lachaise.
Chapon è lo zio materno dell'attore George Mauloy.